# 都營巴士品川營業所
都營巴士品川營業所位于京濱急行電鐵北品川站附近，是為都營巴士負責管理品川區、港區、目黑區、世田谷區部分地區的巴士路線的營業所，正式名稱為東京都交通局品川自動車營業所，下辖港南支所。營業所記號為“A”。

## 沿革
现有的品川營業所是1942年成立的，但其历史悠久，可以追溯到大正年间，是都营巴士最古老的營業所之一。本營業所管辖的线路大致可分为JR山手线内的线路、开往近郊的线路，以及以品川区东部为中心的线路。開設當時為昭和50年代前半，丸子橋行與東急巴士相互乘入運行。1964年，品99系統（現在港南支所移管）之開設，埋立地之工業地帶的路線開設。昭和40年代都電廢止，代替線有四92、四97（現在之品97）運行開始。平成時間，品川路線有再大編的遭遇，廢止、移管多的是。門前仲町站、新宿站乘入時期。目黑分駐所廢止，於平成17年3月之再大編所轄之交換。今次目黑分駐所的路線移至品川。一方品98埋立地之工業地帶路線是港南支所，品97Hato巴士委託化，變更由杉並支所所管轄。

## 現行路線

### 市01系統
- 市01：新橋站→濱離宮→ 築地中央市場→朝日新聞社→新橋站
- 市01：新橋站→濱離宮→朝日新聞社→新橋站（上午尖峰時間及市場休市時）
  - 2007年3月26日：新橋站（→濱離宮） - 朝日新聞社 - 築地中央市場間運行經路一部變更，朝日新聞社復路停車，現行之循環經路變更。

築地市場、朝日新聞社為對象的路線。東京中央卸賣市場築地市場之構內乘入。專用之中型車運行為多，仲買人拿魚時有滿瀉狀態，向座席撥水。但2000年的地下鐵大江戶線築地市場站開業2002年11月起休日運休，之後築地市場向豊洲移轉決定，對本系統有多少影響及事件還是個未知數。

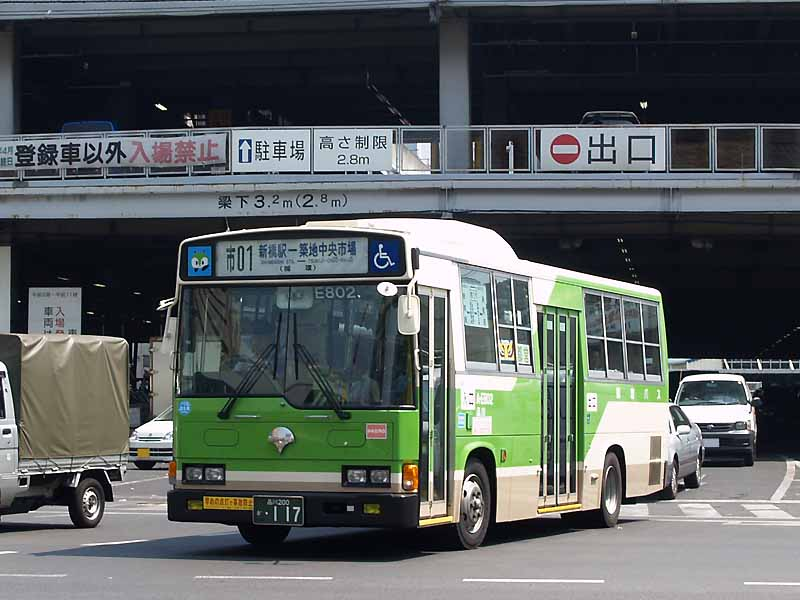
從築地中央市場出發的市01系統(A-E802) 日野Rainbow KC-RJ1JJCK
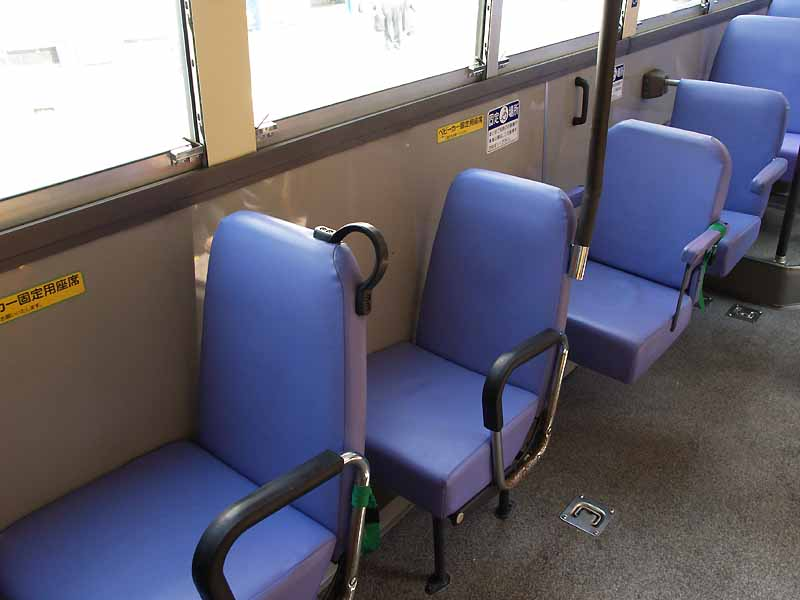
座席之掛位
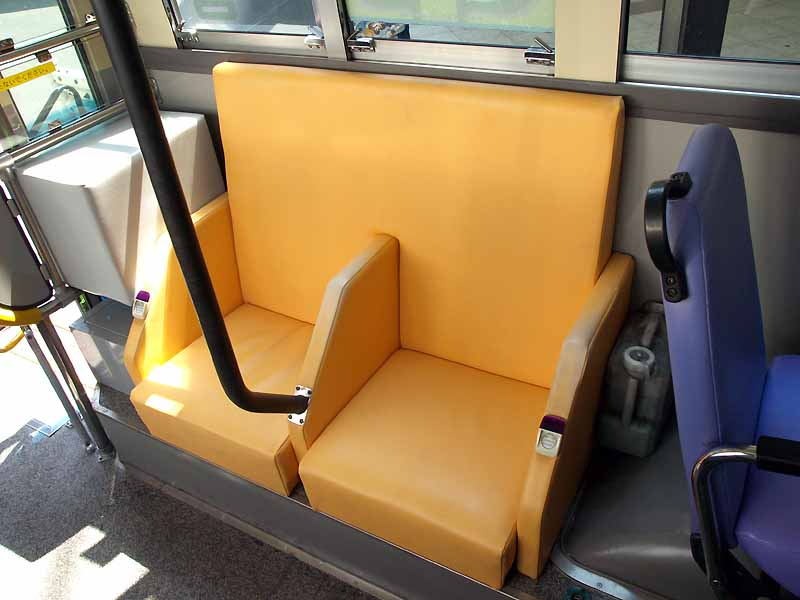
一般席藍色對優先席黃色

### 海01系統
- 海01：門前仲町 - 豐洲站 - 有明網球森林公園 - 御台場海濱公園站 - 富士電視台 - 日本科學未來館前 - 遠程通信中心站 - 東京電訊站
  - 2009年4月1日：開始深川営業所的聯營

### 波01系統
- 波01：東京電訊站 - 日本科學未來館前 - 遠程通信中心站 - 環境局中防合同廳舎 - 中央防波堤
- 波01出入：品川站港南口 - 港南三丁目 - 海岸通 -（彩虹大橋）- 御台場海濱公園站 - 富士電視台 - 日本科學未來館前 - 遠程通信中心站 - 東京電訊站
- 波01出入：品川站港南口 - 港南三丁目 - 海岸通 -（彩虹大橋）- 御台場海濱公園站 - 東京電訊站

### 黑77系統
- 黑77：目黑站 - 天現寺橋 - 西麻布 - 北青山三丁目 - 明治公園 - 千駄谷站
  - 1976年3月1日：目黑站 - 千駄谷站間開業。擔當路線的是目黑営業所。
  - 2005年3月28日：目黑分駐所廢止，品川營業所移管。
  - 2006年4月1日：明治公園 - 千駄谷站間經路變更。

目黑站與千駄谷站連結的路線。基本以中型車輛運行的長路線，近年有大型車輛充當的事宜。2006年4月千駄谷站的降車場、乘車場分離，往千駄谷方向之巴士停靠「千駄谷八幡」停留所，往目黑的巴士停車經路變更。

### 品91、深夜07系統
- 品91：品川站港南口 - 天王洲橋 - 品川海邊站
- 品91：品川站港南口 - 天王洲橋 - 品川海邊站 - 都立產業技術高専品川校園前 - （循環）
- 品91：品川車庫 - 天王洲橋 - 都立產業技術高専品川校園前 - （循環）
夜間之往的班次，不經由品川海邊站（循環後應是往品川車庫）。
- 品91乙：品川站高輪口 - 品川車庫 - 天王洲橋 - 都立產業技術高専品川校園前 - （循環）
- 深夜07：品川站高輪口 - 品川車庫 - 天王洲橋 - 都立產業技術高専品川校園前 - （循環）
- 深夜07：品川站高輪口 - 品川車庫 - 天王洲橋 - 都立產業技術高専品川校園前 -  - 八潮公園前

為主系統現在活躍的系統。運行開始時，品川站東口大井町站東口與內循環的系統，2002年之改變，品川側與大井町側路線分斷，大井町側的井92系統。之後，2002年12月之臨海線品川海邊站之開業後，站前乘入開始。

### 井92、直行01系統
- 井92：大井町站東口（←（仙台坂隧道）/青物橫丁→）都立產業技術高専品川校園前 - （循環）
- 直行01：大井町站東口 - （直達，經由仙台坂隧道） - 品川總合福祉中心 - （循環）
直行01系統，只限於平日上下班時段

### 品93系統
港南支所と共管

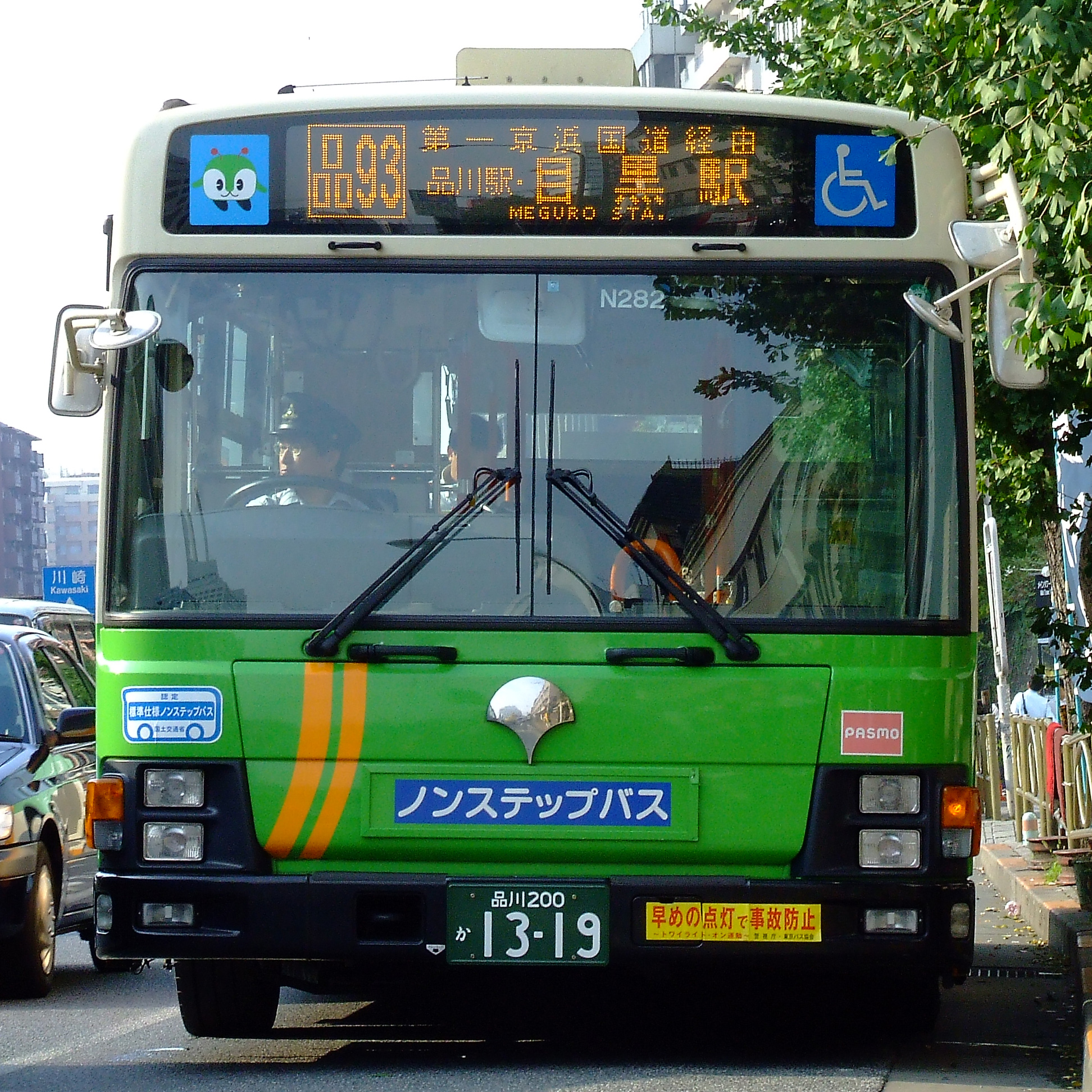
朝早繁忙時間運行的第一京濱經由目黑站行（相片是港南支所所屬車）

- 品93甲：目黑站 - 白金台站 - 明治學院 - 品川站高輪口 - 品川車庫 - 都立產業技術高専品川校園前 - 大井競馬場
- 品93甲：目黑站→白金台站→明治學院→品川站高輪口→品川車庫→都立產業技術高専品川校園前（末班車）
- 品93甲：品川站高輪口←品川車庫 - 都立產業技術高専品川校園前 - 大井競馬場（出入庫）
- 品93乙：目黑站 - 白金台站 - 明治學院 - 品川站高輪口 - 北品川 - 都立產業技術高専品川校園前 - 大井競馬場（經由第一京濱國道：只限平日早上）
- 品93出入：目黑站 - 白金台站 - 明治學院 - 品川站高輪口 - 品川車庫
- 品93：品川站港南口 ← （直達） ← 大井競馬場

本路線是品川營業所所轄的路線之中最久運行之路線。大井競馬場前與東品川之埋立地行走，品川站經由高輪、白金之台地上走，至目黑站前的路線。八山橋經由之本線，朝早繁忙時間避過京急線的踏切塞車，第一京濱迂回走行在1986年少數運行，「經由第一京濱國道」的案內。途中經由品川站乘降數很多，同站乘客入替傾向。
路線的成立品川的境兩側相異。品川海側，東品川埋立地開通。陸側之品川站 - 目黑站間，目黑自動車運輸（東京橫濱電鐵）運行，品川站 - 目黑站 - 鷹番，同 - 祐天寺站之一部系統。1942年、陸上交通事業調整法是舊東京市內之巴士路線市營統合，同年2月1日東橫電鐵的區間讓受，東京市運行。
東品川側的鮫洲試驗場前延長，昭和30年代初頭的路線圖以「東品川（鮫洲）」終點名記錄，長以「東品川行」的案內表示。本頃大井競馬場，勝島的文字通、南大井間1本運行。競馬場間延長，鮫洲橋架橋為1961年後。
黑77系統之品川移管後同系統後，品川車庫～目黑間用中型車。

### 品96系統
- 品96甲：品川站港南口→天王洲橋→天王洲島→天王洲運河→東京海洋大學本部→品川站港南口（只限平日早上）
- 品96乙：品川站港南口 - 東京海洋大學本部 - 天王洲運河 - 天王洲島 - 臨海線天王洲島站

### 反96系統
- 反96：五反田站 - 御殿山 - 品川站高輪口 - 泉岳寺 - 魚籃坂下 - 古川橋 - 麻布十番站 - 六本木站 - 六本木新城
- 反96：品川車庫 - 品川站高輪口 - 泉岳寺 - 魚藍坂下 - 古川橋 - 麻布十番站 - 六本木新城（頭班車）
- 反96：五反田站←御殿山←品川站高輪口（頭班車）
- 反96：五反田站→御殿山

反96系統給SONY的子會社、SCE出了『東京巴士案內2』題材路線的PlayStation 2的遊戲（2005年9月9日發售）。

### 品98系統
- 品98甲：品川站港南口 - 天王洲橋 - 大井清掃工廠 - 4號Berth - 東京稅關大井出張所 - 日冷 - 鴻池運輸 - Daito大井物流中心 - 大田市場
- 品98乙：品川站港南口→天王洲橋→大井清掃工廠→4號Berth→東京稅關大井出張所→日冷→鴻池運輸→大井碼頭Van Pool（早上）
- 品98丙：品川站港南口 -（急行）- 大田市場（平日，星期六的早上1班）

### 品99系統
- 品99：品川站港南口→港南四丁目→東京入國管理局→水晶遊艇俱樂部→京濱運河→品川碼頭→東京入國管理局→品川站港南口

## 廢止路線

### 東01系統
- 東01：東京站北口 - 東京站南口 - 有樂町站 - 日比谷 - 警視廳 -（→運輸省）- 霞關 - 虎之門 - 新橋站

通稱「小型公車」。1983年8月廢止。

### 海01（舊）系統
- 海01：門前仲町 - 豊洲站 - 有明網球森林公園 - 御台場海濱公園入口 - 海上公園（船之科學館） - 八潮團地入口 - 天王洲橋 - 品川站東口
- 海01：門前仲町 - 豊洲站 - 有明網球森林公園 - 御台場海濱公園站 - 富士電視台 - 遠程通信中心站 - 東京電訊站 - 八潮團地入口 - 天王洲橋 - 品川站東口
- 海01折返：品川站東口→天王洲橋→八潮團地入口→富士電視台→遠程通信中心站→東京電訊站→八潮團地入口→天王洲橋→品川站東口

1999年1月廢止。

### 虹02（新）系統
- 虹02：品川站東口 - 港南三丁目 - 富士電視台 - 遠程通信中心站 - 東京電訊站

同虹01一樣，本路線為第2代。初代與東京站間急行運轉的，為觀光路線，目黑營業所管轄開通。都市新巴士專用車V代、Y代專用使用運行，利用客少，僅1年半便廢止了。
之後，臨海線東京東京電訊站間開通，城南方面延伸予定，開通2000年開通的第2代之路線。本路線都知事青島幸男中止世界都市博覽會之開催時接駁計劃的路線。當初之目的是城南～台場的直結路線，品川站往御台場海濱公園站的直行路線，港南地區平行路線的田99系統朝夕運行，1年後各站停車變更。後臨海線通往大崎站終了，品川與台場地區路線的首都高速、天王洲島經由朝夕運行的海01廢止。約2年半的運行，初代同短命終結。本路線隨之廢止，並行的田99終日運行變更。品川站間運行は2006年4月1日波01系統新設，港南支所之出入庫路線為波01出入：品川站東口 - 五色橋 - 芝浦埠頭 - 富士電視台 - 電訊中心站 - 東京電訊站運行平日、星期六開始運行。運行班次數少。

### 四80系統
- 四80：四谷站前 - 赤坂見附 - 溜池 - 赤坂ARK Hills

2000年12月廢止。

### 東90、反90甲系統
東90系統為品川的主力路線。運行開始是品93的舊線。詳細資料請參反96系統。

### 東91系統
- 東91 : 品川車庫 - 品川站 - 魚籃坂下 - 一之橋（現・麻布十番站） - 飯倉一丁目 - 愛宕山下 - 通產省 - 日比谷 - 和田倉門 - 東京站北口

1979年12月廢止。

### 井91系統
- 井91 : 大井町駅東口 - 青物橫丁 - 都立八潮高校 -  - 大井競馬場站 - 大井碼頭中央公園 - 東京港野鳥公園 - 大田市場

2002年2月廢止

### 四92系統
- 四92：品川車庫 - 品川站 - 一之橋 - 溜池 - 四谷站
  - 1967年12月10日：代替都電3系統（品川站 - 飯田橋），503系統：品川站 - 四谷見附 - 飯田橋設定。
  - 1969年10月26日：短縮至四谷見附 - 飯田橋。
  - 1976年11月20日：延長為四谷見附 - 四谷站。
  - 1979年11月23日：從來以辻經由，一之橋經由赤羽橋變更。
  - 2000年12月12日：都營大江戶線開業再編，品川車庫 - 一之橋 - 四谷站廢止。

四92系統，四97（現、品97）同為都電廢止的代替系統運行開始。

### 東94系統
- 東94: 東京站八重洲口 - 新橋站 - 大門 - 田町站 - 品川站 - 品川車庫

第一京濱→大井町站經池上通通往池上站為終點和東急電鐵巴士共管運用的路線。1977年12月短縮為品川車庫～東京站八重洲口，中央通之新橋～東京站的恆常塞車和品川～品川車庫間的京急踏切的原因令難以定時運行，所以於1979年12月廢止。

### 濱95乙系統
- 浜95乙：品川車庫 - 品川站東口 - 高濱橋 - 田町站東口 - 海岸三丁目 - 濱松町站 - 御成門 - 東京鐵塔 - 赤羽橋站

2010年4月廢止。

### 品95系統
- 品95：品川站東口 - 天王洲橋 - 品川警察署入口 - 青物橫丁 - 大井町站西口

1978年7月廢止。

### 東96系統
- 東96：五反田站 - 高輪警察署 - 三田三丁目 - 田町站 - 御成門 - 新橋站 - 銀座 - 京橋 - 東京站八重洲口

1982年12月廢止。

### 反96折返系統
- 反96折返：品川站 - 御殿山花園

2007年5月31日廢止，剩餘租賃系統。詳情請參見反96系統。

### 四98系統
- 四98 : 浜松町站 - 飯倉一丁目 - 六本木 - 北青山一丁目 - 信濃町站 - 四谷三丁目 - 四谷片町

1974年7月廢止。

## 撤退路線

### 虹01系統
現為km觀光巴士的系統，請參照km觀光巴士。

### 都06系統
現為澀谷營業所的系統，請參照澀谷營業所。

### 橋86系統
現為港南支所的系統，請參照港南支所。

### 澀88系統
現為新宿支所的系統，請參照新宿支所。

### 反90系統
現為澀谷營業所的系統，請參照澀谷營業所。

### 田92、濱95系統
現為港南支所的系統，請參照港南支所。

### 反94系統
現為港南支所的系統，請參照港南支所。

### 井96系統
現為港南支所的系統，請參照港南支所。

### 四97→品97系統
現為杉並支所的系統，請參照杉並支所。

### 東98系統
現為東急巴士目黒營業所的系統，請參照東急巴士。

### 井98甲・乙系統
現為港南支所的系統，請參照港南支所。

### 田99系統
現為港南支所的系統，請參照港南支所。

## 指定車種
日野自動車（B846、B848、E891、E893:三菱Fusō  N代:  P代:UD）

## 關連項目
- 都營巴士
- 都營巴士港南支所